# Isonychus cinereus
Isonychus cinereus är en skalbaggsart som beskrevs av Blanchard 1850. Isonychus cinereus ingår i släktet Isonychus och familjen Melolonthidae. Inga underarter finns listade i Catalogue of Life.